# کمپتون، بدفوردشر
کمپتون (به انگلیسی: Campton) یک روستا در بریتانیا است که در Campton and Chicksands واقع شده‌است.